# كيوكو إينا
كيوكو إينا (بالإنجليزية: Kyoko Ina)‏ (باليابانية: 伊奈恭子) هي مدربة تزلج فني ‏ يابانية وأمريكية، ولدت في 11 أكتوبر 1972 في طوكيو في اليابان.

## وصلات خارجية
- كيوكو إينا على موقع الاتحاد الدولي للتزلج (الإنجليزية)
- كيوكو إينا على موقع اللجنة الأولمبية الدولية (الإنجليزية)
- كيوكو إينا على موقع أوليمبيديا (الإنجليزية)